# Tour du Limousin 2003
Il Tour du Limousin 2003, trentaseiesima edizione della corsa, si svolse dal 19 al 22 agosto 2003 su un percorso di 695 km ripartiti in 4 tappe, con partenza e arrivo a Limoges. Fu vinto dall'italiano Massimiliano Lelli della Cofidis davanti al francese Laurent Lefevre e al norvegese Thor Hushovd.

## Tappe
| Tappa  | Data      | Percorso                          | km  | Vincitore di tappa | Leader cl. generale |
| ------ | --------- | --------------------------------- | --- | ------------------ | ------------------- |
| 1ª     | 19 agosto | Limoges > Saint-Junien            | 157 | Didier Rous        | Didier Rous         |
| 2ª     | 20 agosto | Saint-Junien > Guéret             | 189 | Cédric Vasseur     | Didier Rous         |
| 3ª     | 21 agosto | Aubusson > Vassivière en Limousin | 171 | Nicolas Vogondy    | Didier Rous         |
| 4ª     | 22 agosto | Brive-la-Gaillarde > Limoges      | 178 | Bernhard Eisel     | Massimiliano Lelli  |
| Totale | Totale    | Totale                            | 695 |                    |                     |

## Dettagli delle tappe

### 1ª tappa
- 19 agosto: Limoges > Saint-Junien – 157 km

| Pos. | Corridore          | Squadra        | Tempo    |
| ---- | ------------------ | -------------- | -------- |
| 1    | Didier Rous        | Brioches La B. | 3h45'44" |
| 2    | Massimiliano Lelli | Cofidis        | a 39"    |
| 3    | Laurent Lefevre    | Jean Delatour  | s.t.     |

| Pos. | Corridore          | Squadra        | Tempo    |
| ---- | ------------------ | -------------- | -------- |
| 1    | Didier Rous        | Brioches La B. | 3h45'44" |
| 2    | Massimiliano Lelli | Cofidis        | a 39"    |
| 3    | Laurent Lefevre    | Jean Delatour  | s.t.     |

### 2ª tappa
- 20 agosto: Saint-Junien > Guéret – 189 km

| Pos. | Corridore         | Squadra         | Tempo    |
| ---- | ----------------- | --------------- | -------- |
| 1    | Cédric Vasseur    | Cofidis         | 4h47'56" |
| 2    | Stuart O'Grady    | Crédit Agricole | a 49"    |
| 3    | Christophe Mengin | FDJ             | s.t.     |

| Pos. | Corridore          | Squadra        | Tempo    |
| ---- | ------------------ | -------------- | -------- |
| 1    | Didier Rous        | Brioches La B. | 8h38'59" |
| 2    | Massimiliano Lelli | Cofidis        | a 43"    |
| 3    | Laurent Lefevre    | Jean Delatour  | a 45"    |

### 3ª tappa
- 21 agosto: Aubusson > Vassivière en Limousin – 171 km

| Pos. | Corridore       | Squadra                 | Tempo    |
| ---- | --------------- | ----------------------- | -------- |
| 1    | Nicolas Vogondy | FDJ                     | 4h15'42" |
| 2    | Cedric Coutouly | Crédit Agricole Espoirs | s.t.     |
| 3    | Frédéric Bessy  | Cofidis                 | s.t.     |

| Pos. | Corridore          | Squadra        | Tempo     |
| ---- | ------------------ | -------------- | --------- |
| 1    | Didier Rous        | Brioches La B. | 13h00'02" |
| 2    | Massimiliano Lelli | Cofidis        | a 43"     |
| 3    | Laurent Lefevre    | Jean Delatour  | a 45"     |

### 4ª tappa
- 22 agosto: Brive-la-Gaillarde > Limoges – 178 km

| Pos. | Corridore                   | Squadra      | Tempo    |
| ---- | --------------------------- | ------------ | -------- |
| 1    | Bernhard Eisel              | FDJ          | 4h23'17" |
| 2    | Julen Fernandez Vijandi     | Euskaltel    | a 2"     |
| 3    | Evgenij Vladimirovic Petrov | iBanesto.com | a 10"    |

| Pos. | Corridore          | Squadra         | Tempo     |
| ---- | ------------------ | --------------- | --------- |
| 1    | Massimiliano Lelli | Cofidis         | 17h28'30" |
| 2    | Laurent Lefevre    | Jean Delatour   | a 2"      |
| 3    | Thor Hushovd       | Crédit Agricole | a 47"     |

## Classifiche finali

### Classifica generale
| Pos. | Corridore          | Squadra                | Tempo     |
| ---- | ------------------ | ---------------------- | --------- |
| 1    | Massimiliano Lelli | Cofidis                | 17h28'30" |
| 2    | Laurent Lefevre    | Jean Delatour          | a 2"      |
| 3    | Thor Hushovd       | Crédit Agricole        | a 47"     |
| 4    | Dmitriy Fofonov    | Cofidis                | s.t.      |
| 5    | Médéric Clain      | Cofidis                | s.t.      |
| 6    | Mickael Pichon     | FDJ                    | a 52"     |
| 7    | David George       | Team Barloworld        | a 1'31"   |
| 8    | Walter Bénéteau    | Brioches La Boulangère | a 1'56"   |
| 9    | Andy Flickinger    | Ag2r Prévoyance        | a 2'01"   |
| 10   | Gilles Bouvard     | Jean Delatour          | a 2'09"   |